# Khwaja Ghulam Farid
Khwaja Ghulam Farid (in arabo خواجہ غُلام فرید‎?; Chachran, 1845 – Chachran, 24 luglio 1901) è stato uno scrittore indiano.

## Biografia

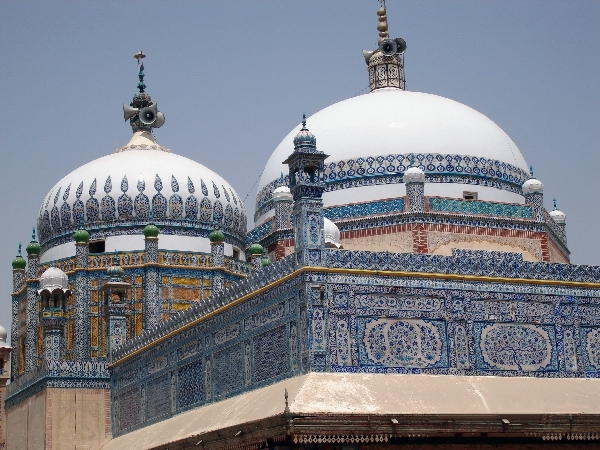
La tomba di Khawaja Ghulam Farid a Kot Mithan

La madre di Farid morì quando lui aveva quattro anni e lui rimase orfano all'età di dodici anni quando suo padre, Khwaja Khuda Bakhsh, morì. Fu poi allevato da suo fratello maggiore, Khwaja Fakhr-ud-Din, noto anche come Khwaja Fakhr Jehan Sain, e crebbe fino a diventare uno studioso e scrittore.
Nawab Sadeq Mohammad Khan V di Bahawalpur portò Farid nel suo palazzo ad Ahmedpur East per la sua educazione religiosa eseguita da uno studioso, quando aveva 8 anni. Anche suo fratello Fakhr-ud-Din, che lo aveva allevato dopo la morte dei suoi genitori, morì quando Farid aveva 28 anni. Farid poi partì per il deserto del Cholistan (noto anche come Rohi), per un ritiro spirituale, dove visse per 18 anni. La maggior parte del suo lavoro include la menzione della bellezza di questo luogo.
Khwaja Ghulam Farid fu uno scrittore indiano rappresentante della letteratura punjabi, scrisse in multānī, lingua della sua regione natale.
La sua vita e la sua opera, intrise da un profondo senso mistico sufi, gli meritarono fama e molta venerazione.
Farid infatti appartiene ad una schiera di scrittori mistici che furono attivi nel Punjab nella seconda metà dell'Ottocento.
Ma a differenza dei suoi contemporanei, egli esprime un misticismo più sincero e personale in quanto trascende i vincoli dell'islamismo in uno slancio painteistico e sincretistico.
Si è voluto interpretare l'opera di Farid nel quadro di una stretta ortodossia islamica, volgendo a sensi allegorici le espressioni del suo misticismo, ma se questo è possibile in alcuni casi, in molti altri ciò non si ottiene se non tramite una evidente forzatura.
La sincerità del sentimento religioso, in una visione trascendente le strettoie di ogni confessionalismo, costituisce infatti l'aspetto più singolare ed interessante nell'opera di Farid.

## Opere
- Diwan-e-Farid (versi in multānī);
- Manaqabe Mehboobia (in prosa persiana);
- Fawaid Faridia (in prosa persiana).